# Muhsin Mahdi
Muḥsin Sayyid Mahdī al-Mashhadani (em árabe: محسن مهدي ; citado como Muhsin S. Mahdi) (21 de junho de 1926 - 9 de julho de 2007) foi um islamologista e arabista iraquiano-americano. Ele foi uma das principais autoridades em história, filologia e filosofia árabes. Sua obra mais notável foi a primeira edição crítica das Mil e Uma Noites, a partir das mais antigas fontes, conhecida como Edição Leiden.

## Obra
Mahdī era versado em árabe medieval, grego antigo, hebraico medieval e filosofia cristã, mas também filosofia política ocidental moderna. Com base nos métodos de edição crítica de manuscritos desenvolvidos por estudiosos europeus para os textos antigos e medievais, tentou estabelecer os mesmos padrões nos campos da filologia e filosofia árabes. Dedicou grande parte de sua carreira à busca de manuscritos onde quer que suas viagens o levassem. É especialmente conhecido pela recuperação, edição, tradução e interpretação de muitas das obras de Alfarabi.

### Inglês
- A filosofia da história de Ibn Khaldun: um estudo sobre os fundamentos filosóficos da ciência da cultura . Dissertação de doutorado de 1954, publicada em 1957.
- As Mil e Uma Noites (Alf layla wa-layla), from the Earliest Known Sources, org. por Muhsin Mahdi, 3 vols (Leiden: Brill, 1984-1994).ISBN 9004074287 .
- The Arabian Nights: Based On The Text Edited By Muhsin Mahdi. Tradução inglesa de Husain Haddawy. Everyman's Library, 1992.
- Alfarabi and the Foundation of Islamic Political Philosophy. 2001.[4]

### Francês
- "La fondation de la philosophie politique en Islam. La cité vertueuse d'Alfarabi."  Champs. Flammarion. Paris. 2000.

1. ↑   Galbraith, Peter. "Mindless in Iraq", New York Review of Books, 2006-08-10. Retrieved 2006-07-31.
2. ↑   Corfield, Justin (2013). Historical Dictionary of Pyongyang. London: Anthem Press. p. 196. ISBN 978-0-85728-234-7.
3. ↑   Michael R.T. Dumper; Bruce E. Stanley, eds. (2008), "Baghdad", Cities of the Middle East and North Africa, Santa Barbara, USA: ABC-CLIO
4. ↑   Michael R.T. Dumper; Bruce E. Stanley, eds. (2008), "Baghdad", Cities of the Middle East and North Africa, Santa Barbara, USA: ABC-CLIO